# Macromia westwoodii
Macromia westwoodii är en trollsländeart som beskrevs av Selys 1874. Macromia westwoodii ingår i släktet Macromia och familjen skimmertrollsländor. IUCN kategoriserar arten globalt som livskraftig. Inga underarter finns listade i Catalogue of Life.